# Ørsted (entreprise)
Pour les articles homonymes, voir Ørsted.

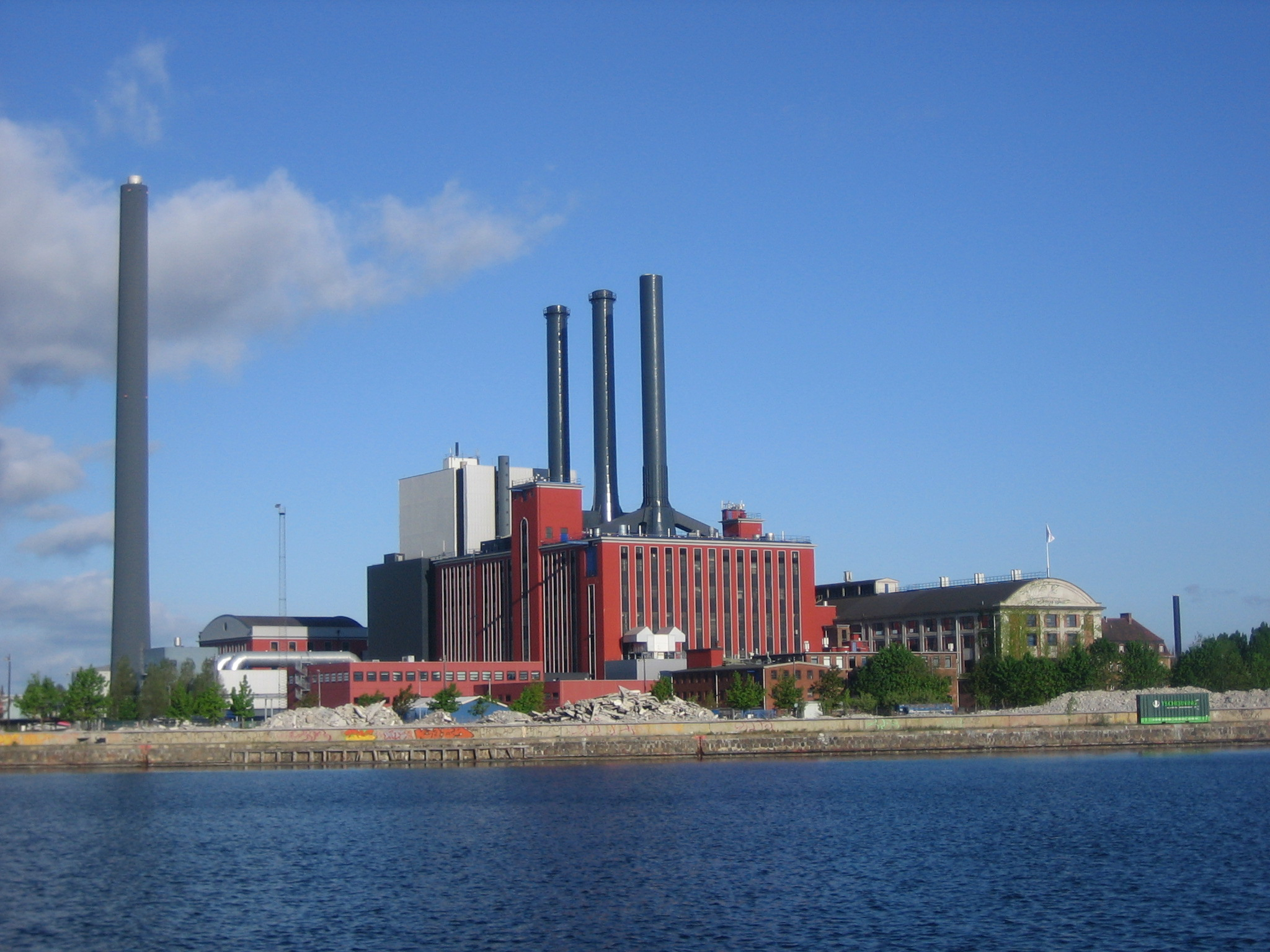
Une centrale

Ørsted (anciennement DONG Energy) est une des principales entreprises du secteur énergétique au Danemark. D'abord exclusivement producteur d'énergie fossile (charbon/pétrole) et majoritairement détenu par l'État danois, le groupe évolue ensuite vers les énergies renouvelables, abandonnant en 2018 les fossiles et prévoyant un investissement supplémentaire de 26 milliards d'euros en 7 ans (2018 à 2025) dans les énergies renouvelables. Ørsted est connu pour avoir ouvert le plus grand parc éolien en mer du monde (en Angleterre).

## Historique
La société d’État danoise Dansk Naturgas A/S est créée en 1972 pour gérer les ressources gazières de la partie danoise de mer du Nord. Quelques années plus tard, la société prend le nom de Dansk Olie og Naturgas A/S ou DONG.
En 1985 DONG Energy fonde, en partenariat à parts égales avec le gouvernement local du Groenland, la société Nunaoil.
Au début des années 2000, DONG Energy commence à étendre ses activités au secteur de l’électricité en prenant des participations dans des compagnies électriques.
En 2005, DONG prend part à la fusion-acquisition des producteurs danois d’électricité Elsam et Energi E2, et des sociétés de distribution d’électricité NESA, Københavns Energi et Frederiksberg Forsyning, prenant alors le nom DONG Energy. Cette fusion est approuvée par la Commission européenne le 14 mars 2006.
En 2008, DONG Energy signe un accord avec le Projet Better Place sur l’introduction massive de voitures électriques au Danemark.
En 2010, DONG Energy cède les parts qu'il possède des entreprises énergétiques norvégiennes Salten et Nordkraft.
En 2014, le gouvernement danois autorise la banque d'affaires Goldman Sachs à prendre une participation de 18 % dans le capital de la société, décision qui provoque un mécontentement populaire et la démission de plusieurs ministres du Parti populaire socialiste (écosocialiste) opposés au projet. En mars 2014, la presse danoise révèle que le prix de la participation aurait été largement sous-évalué, faisant perdre le pouvoir aux sociaux-démocrates.
En 2016 (9 juin), Dong Energy entre en Bourse. 15 à 17 % de son capital sont en vente, sans augmentation de capital. La participation de l'État tombe à 50,1 % contre 59 % avant l'opération,.
En 2017 (mai), Dong Energy annonce la vente de sa branche hydrocarbures (pétrole et gaz) au pétrochimiste britannique Ineos (pour 1,3 milliard de dollars). 
En novembre 2017, Dong Energy devient Ørsted,.
En juin 2018, le groupe annonce son intention de vendre ses activités de distribution d'électricité au Danemark, pour se concentrer sur le marché international des énergies renouvelables, où il compte réaliser un investissement supplémentaire de 26 milliards d'euros en 7 ans (2018 à 2025). 
En août 2018, Ørsted annonce acheter (pour un montant estimé à 580 millions de dollars) l'américain Lincoln Clean Energy, spécialiste de la gestion de parc éolien terrestre . 
En novembre 2018 (juste avant la COP 24), le groupe estime que le marché mondial des renouvelables va plus que tripler sur la période 2015-2030 et les fermes offshore devraient y constituer « 75 à 85 % du programme d'investissements, le « onshore » 15 à 20 %, le reste étant consacré aux bioénergies » (biomasse-énergie comprise) et aux « solutions clients » . Le groupe affirme avoir réduit de 52 % ses émissions de CO2 depuis 2006 .
En octobre 2023, Ørsted annonce renoncer à deux projets de fermes éoliennes aux États-Unis : Ocean Wind 1 et Ocean Wind 2, au large d'Atlantic City dans le New Jersey, d'une capacité de 2,25 GW. Cette décision, causée par la hausse des coûts, des problèmes d'approvisionnement et les taux d'intérêt élevés, contraint Ørsted à une dépréciation d'actifs de plusieurs milliards de dollars dans un contexte de crise de l'industrie éolienne. Les actions d'Ørsted perdent plus de 80 % de leur valeur par rapport à leur pic enregistré en janvier 2021.
En février 2024, Ørsted annonce suspendre le versement de son dividende jusqu'à 2025 et lancer une vaste cure d'austérité. Ses objectifs de déploiement de nouvelles capacités renouvelables d'ici à 2030 sont ramenés de 50 GW à une fourchette de 35 à 38 GW. Le groupe annonce la suppression de 800 emplois dans le monde, la sortie de plusieurs pays prometteurs dans l'éolien en mer : Espagne, Portugal, Norvège, et un retrait partiel du Japon. Une dépréciation d'actifs de 5,2 milliards d'euros avait été passée en novembre 2023 du fait de l'arrêt de deux projets offshore aux États-Unis.
En parallèle de son annonce, Ørsted publie ses résultats de l'année 2023, fortement impactés par l'arrêt des deux projets aux États-Unis : au total, le groupe enregistre une perte de 20,2 milliards de couronnes (2,7 milliards d’euros) sur l'ensemble de l'année.
Le 11 août 2025, l'action Ørsted perd plus de 30 % de sa valeur en Bourse à la suite de l'annonce d'une augmentation de capital d'un montant de 60 milliards de couronnes danoises, soit environ 8 milliards d'euros, motivée par les difficultés d'Orsted aux États-Unis. Ørsted a cependant publié un Ebitda de 2 milliards d'euros au premier semestre, en hausse de 10 % sur un an et confirmé ses prévisions pour 2025, mais aussi pour 2026 et 2027. Son taux de rentabilité des capitaux investis devrait se situer autour de 11 % sur la période 2025-2027, puis monter à 13 % sur la période 2028-2030.

## Actionnariat
Le gouvernement danois possède la majorité (50,4 %) de DONG Energy. Les actionnaires possédant plus de 5 % du capital sont Goldman Sachs à travers New Energy Investment S.á.r.l. et la holding SEAS-NVE. Conformément à un accord politique, le gouvernement danois doit conserver la majorité des parts de cette société jusqu’en 2025. Réduire sa participation en dessous de 50 % est conditionné à un nouvel accord entre partis politiques danois.
Une Introduction en bourse au sein de la bourse de Copenhague était attendue dans le courant du printemps 2008, mais est suspendue du fait de l’état des marchés financiers internationaux. Elle est finalement réalisée en juin 2016.

## Activités

### Exploration et production de pétrole et de gaz
L’objectif premier de DONG Energy est la prospection et la production en eaux profondes. Les principales zones d’exploration et de production pétrolière et gazière se situent dans la partie norvégienne sud et la partie danoise de la mer du Nord, dans la mer de Barents, l’ouest des Shetlands et au large de la Norvège (production de gaz). Les réserves de DONG Energy sont estimées à 446 millions équivalent barils de pétrole. En 2005, DONG Energy fait l’acquisition de 10,34 % du gisement de gaz Ormen Lange (exploité par Shell). La part du champ allouée à DONG Energy est d’environ 40 milliards de mètres cubes.
DONG Energy possède des gazoducs dans la partie danoise de la mer du Nord qui va jusqu’à Nybro, ainsi que le réseau de distribution de gaz suédois (Nova Naturgas). DONG Energy copossède également les gazoducs Tyra West – F3, reliant la partie danoise de la mer du Nord au hub de gaz naturel des Pays-Bas à Den Helder, le gazoduc DEUDAN de Jutland au nord de Hambourg en Allemagne, et le gazoduc Langeled du terminal Nyhamna en Norvège jusqu’à Easington au Royaume-Uni. DONG Energy possède une part du système de distribution de gaz norvégien. Il participe enfin de l’Interconnexion baltique de gaz.

### Production d’énergie

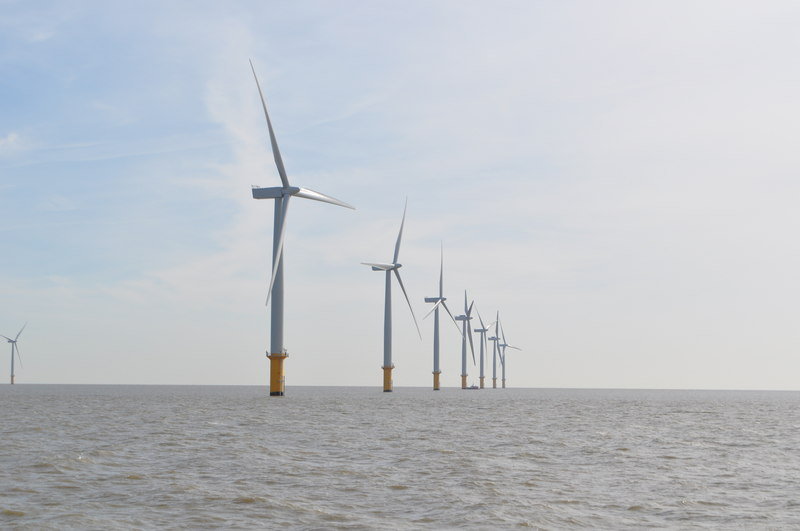
Les éoliennes du Parc éolien de Gunfleet Sands

DONG Energy est le producteur énergétique le plus important au Danemark, avec 49 % de parts de marché dans le secteur de la production électrique et 35 % dans celui de la production de chaleur[Quand ?]. Il est également propriétaire de sites de production d’énergie, en service ou en projet, en Allemagne, en Suède, aux Pays-Bas, en Norvège et au Royaume-Uni.
Jusqu’en 2005, DONG Energy construit et exploite le premier parc éolien en mer de grande taille au monde, le parc éolien de Horns Rev 1 de 160 MW de capacité,,, et il exploite le parc éolien de Horns Rev 2 d’une capacité de 209 MW,.
Au Royaume-Uni, DONG Energy exploite les parcs éoliens de Barrow et de Burbo Bank et construit les parcs éoliens de Walney et de Gunfleet Sands I and II,. En Norvège, DONG Energy a investi dans des installations éoliennes et hydroélectriques.
Durant 2012 et 2013, DONG Energy construit un parc éolien en mer d’une capacité de 400 MW au large de l’île danoise d’Anholt dans le Cattégat, pour un coût de 10 milliards de couronnes danoises (soit environ 1,35 milliard d’euros ; DONG Energy était le seul candidat à cet investissement),,.
DONG possède 51 % de l’installateur d’éoliennes en mer A2SEA, les 49 % restants appartenant à Siemens. DONG possède aussi 30 % de l’installateur de câbles sous-marins CT Offshore.

#### Intensité carbone
| Année | Production (TWh) | Émissions (Gt CO2) | Intensité carbone (kg CO2/MWh) |
| ----- | ---------------- | ------------------ | ------------------------------ |
| 2002  | 16               | 6                  | 375                            |
| 2003  | 18               | 6,07               | 337                            |
| 2004  | 18               | 4,95               | 280                            |
| 2005  | 13               | 1,67               | 126                            |
| 2006  | 18               | 4,73               | 264                            |
| 2007  | 17               | 4,25               | 250                            |
| 2008  | 22               | 2,92               | 131                            |
| 2009  | 22               | 2,88               | 131                            |

### FTTH
DONG Energy fournit la fibre jusqu’au foyer à ses clients en Zélande du nord, dans la mesure où le réseau de distribution est enterré.

## Marchés
DONG Energy considère le Danemark, la Suède, les Pays-Bas, le Royaume-Uni et l’Allemagne comme le cœur de marché de l’entreprise.

## Communication
DONG Energy est sponsor principal de l’équipe nationale danoise masculine de hockey sur glace.

### Sources
- (en) Cet article est partiellement ou en totalité issu de l’article de Wikipédia en anglais intitulé « DONG Energy » (voir la liste des auteurs).